# Đặng Thu Thảo (sinh 1991)
Đặng Thu Thảo (sinh ngày 15 tháng 2 năm 1991 tại Bạc Liêu) là một hoa hậu, doanh nhân người Việt Nam, nổi danh khi chiến thắng hai cuộc thi sắc đẹp là Hoa khôi Đồng bằng sông Cửu Long 2012 và Hoa hậu Việt Nam 2012. Cô là thí sinh đầu tiên xuất thân từ miền Tây Nam Bộ đăng quang ngôi vị Hoa hậu Việt Nam trong lịch sử của cuộc thi này.
Cô cũng từng là giám khảo của Hoa hậu Việt Nam 2016.

## Học vấn
Một thời gian ngắn ngay sau khi đăng quang, đã có nhiều dư luận về Đặng Thu Thảo. Cô bị một số người nghi ngờ khai báo không trung thực về trình độ học vấn là "sinh viên" đại học Tây Đô của mình khi đăng ký dự thi hoa hậu. Tuy nhiên, sau đó, Hiệu trưởng trường Đại học Tây Đô, ông Phan Văn Thơm, đưa ra nhiều văn bản để chứng minh, nhưng dư luận phát hiện nhiều điểm bất thường.

## Đời tư
Năm 2017, Thu Thảo kết hôn cùng với doanh nhân Nguyễn Trung Tín.